# Pasaporte italiano
El pasaporte italiano (en italiano: Passaporto italiano) es el documento expedido a los ciudadanos italianos que les permite viajar fuera de Italia. Para viajar dentro de la Unión Europea, los ciudadanos italianos pueden utilizar su documento de identidad.

## Galería de imágenes

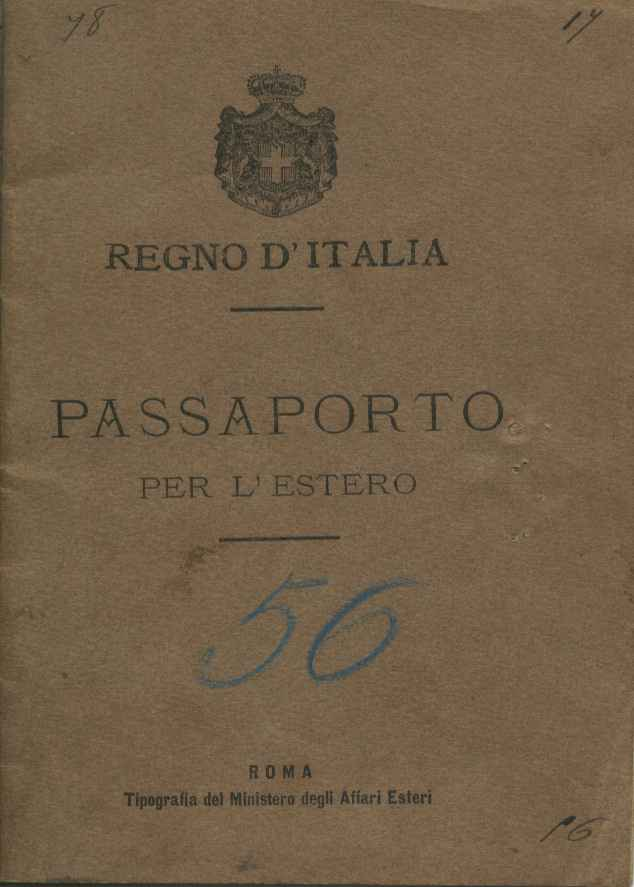
Pasaporte italiano de 1901
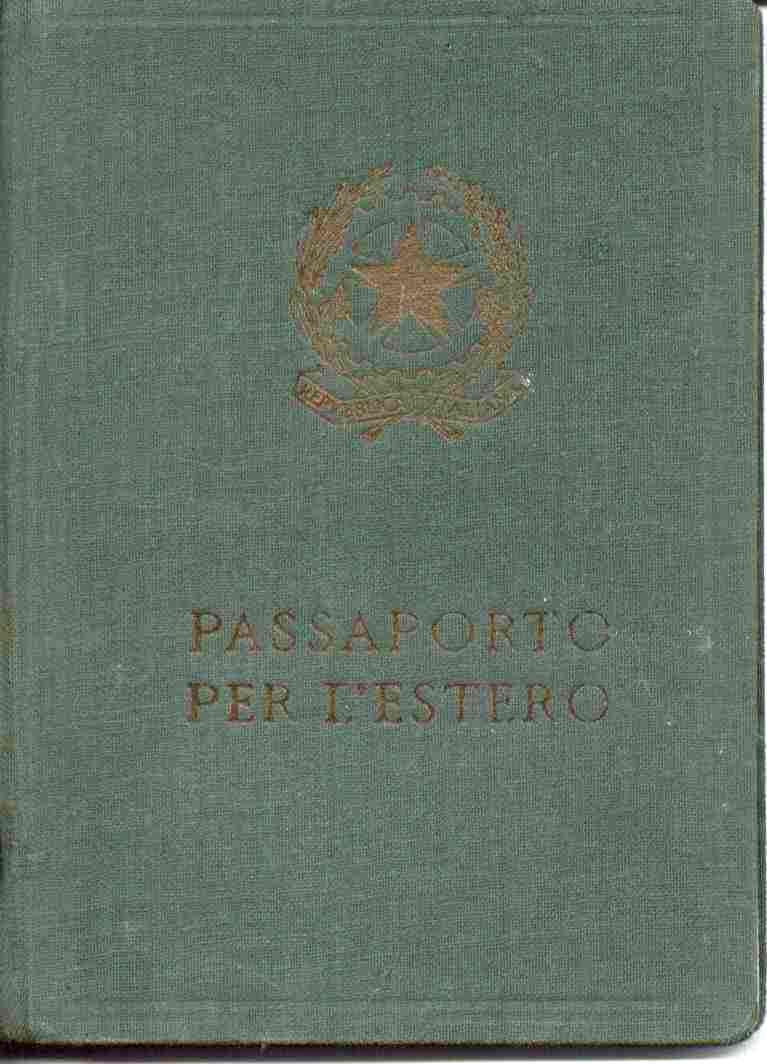
Pasaporte italiano de 1953'
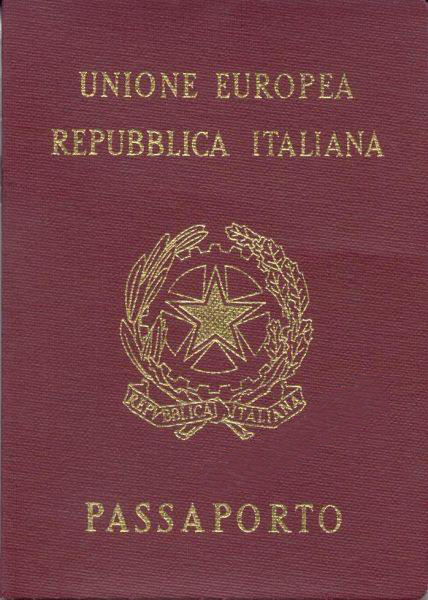
Pasaporte italiano de 2004
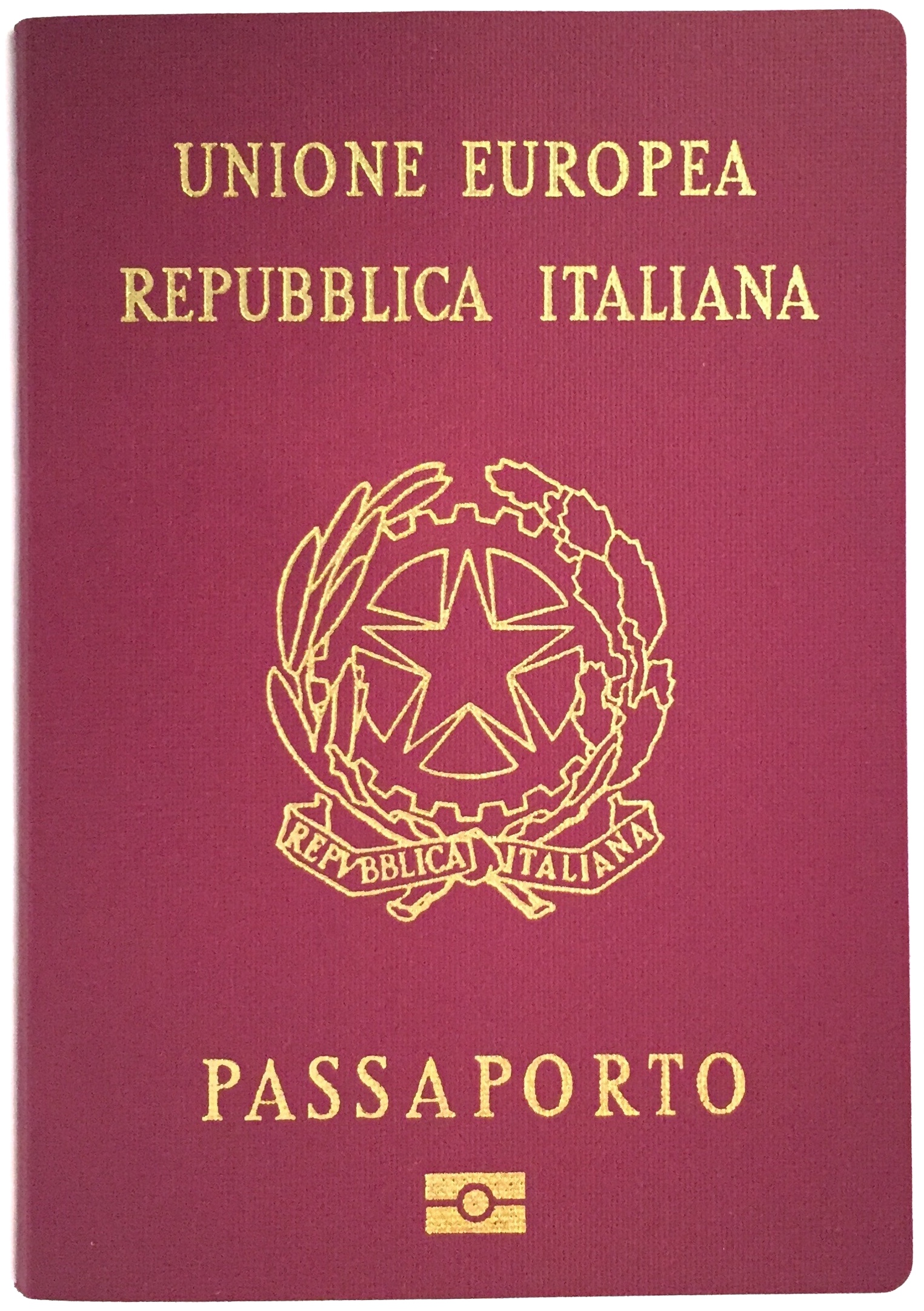
Pasaporte italiano de 2006 (biométrico)

## Aspectos Físicos
Los pasaportes italianos son de color borgoña, con el escudo de Italia blasonado en el centro de la tapa frontal del pasaporte. La palabra "Passaporto", es decir, pasaporte, se encuentra inscrita bajo el escudo de armas y los términos "Unione Europea" (en español: Unión Europea) y "Repubblica Italiana" (en español: República Italiana) se hallan impresos por encima del escudo. En el "e-pasaport" la tapa frontal tiene el símbolo de datos biométricos en el fondo, como en otros países. El pasaporte Italiano utiliza el diseño estándar de la UE.

### Página de información de identidad
El pasaporte italiano incluye los siguientes datos:
- Foto del titular del pasaporte
- Tipo (P)
- Código del estado de emisión (ITA)
- N º de pasaporte.
- Apellidos
- Nombres
- Nacionalidad
- Fecha de nacimiento
- Sexo
- Lugar de nacimiento
- Fecha de emisión
- Fecha de Expiración
- Autoridad

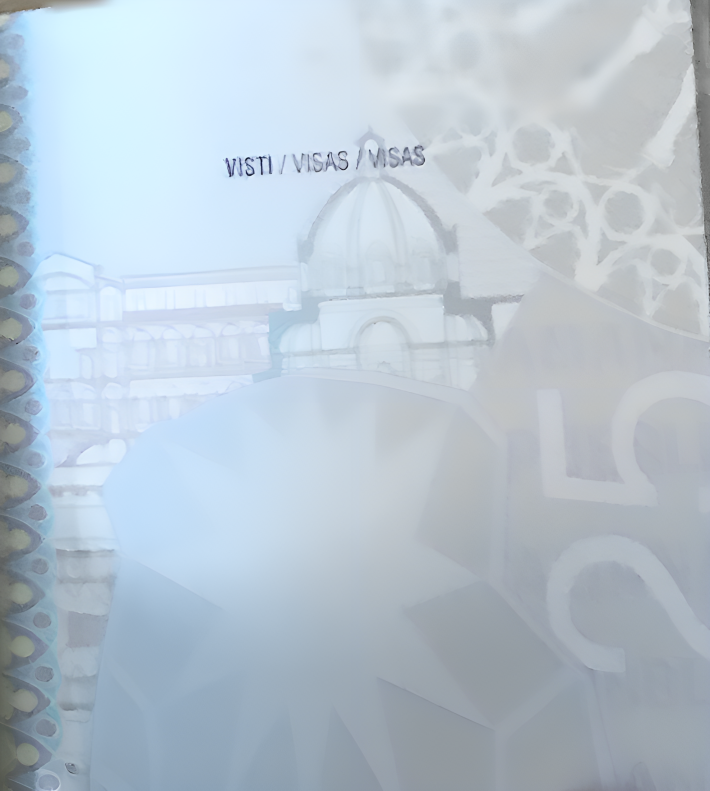
Una imagen de un pasaporte italiano con "VISTI/VISAS/VISAS" en negrita. El número de pasaporte ha sido difuminado para proteger la identidad del individuo.

La página de información termina con la Zona de lectura mecánica.

### Documentación necesaria para la emisión del Pasaporte Italiano
El ciudadano italiano deberá contar con los siguientes requisitos y documentación para solicitar el Pasaporte Italiano: Documento de identidad vigente, con no más de 10 años de emisión, en original y fotocopia simple.
2 fotos iguales y actualizadas (con no más de 6 meses) con las características detalladas más abajo. Último Pasaporte Italiano (en caso de haberlo tenido). El costo del pasaporte italiano es de €116.
En caso de que el solicitante tenga hijos menores de 18 años es necesario obtener la autorización del otro progenitor, independientemente del estado civil del solicitante (soltero, separado o divorciado).

### Requerimientos de foto biométrica para pasaporte
Las características técnico-cualitativas que debe tener la foto para el pasaporte italiano:
- No debe tener reflejos de flash en su cara, y especialmente no ojos rojos.
- La cara debe cubrir el 70-80% de la foto desde la base del mentón hasta la frente.
- El enfoque debe ser nítido
- La foto debe ser impresa en papel de alta calidad y definición.
- La cara debe estar bien centrada en la máquina y por lo tanto no de perfil.
- La persona fotografiada debe tener una expresión neutral y mantener la boca cerrada.
- Los ojos deben estar abiertos y claramente visibles
- La foto debe tener un fondo blanco y una luz uniforme.
- La foto debe ser tomada mirando directamente a la cámara
- Debe ser reciente (no más de 6 meses)
- La foto debe ser en color
- Tamaño: 35x45 mm
- La foto debe mostrar a la persona sola, sin otros objetos o personas en el fondo

### Idiomas
La página de datos / página de información se pone en italiano, inglés y francés.

## Viajar sin visado o visado a la llegada

### Europa
| Países y Territorios | Condiciones y acceso |
| -------------------- | -------------------- |

#### Unión Europea
| Alemania        | acceso ilimitado                                                                                                   |
| Austria         | acceso ilimitado                                                                                                   |
| Bélgica         | acceso ilimitado                                                                                                   |
| Bulgaria        | acceso ilimitado                                                                                                   |
| Chipre          | acceso ilimitado                                                                                                   |
| Dinamarca       | acceso ilimitado                                                                                                   |
| Eslovaquia      | acceso ilimitado                                                                                                   |
| Eslovenia       | acceso ilimitado                                                                                                   |
| España          | acceso ilimitado                                                                                                   |
| Estonia         | acceso ilimitado                                                                                                   |
| Finlandia       | acceso ilimitado                                                                                                   |
| Francia         | acceso ilimitado                                                                                                   |
| Gibraltar       | acceso ilimitado (enlace roto disponible en Internet Archive; véase el historial, la primera versión y la última). |
| Grecia          | acceso ilimitado                                                                                                   |
| Hungría         | acceso ilimitado                                                                                                   |
| Irlanda         | acceso ilimitado                                                                                                   |
| Italia          | Los ciudadanos italianos tienen el derecho de residencia                                                           |
| Letonia         | acceso ilimitado                                                                                                   |
| Lituania        | acceso ilimitado                                                                                                   |
| Luxemburgo      | acceso ilimitado                                                                                                   |
| Malta           | acceso ilimitado                                                                                                   |
| Países Bajos    | acceso ilimitado                                                                                                   |
| Polonia         | acceso ilimitado                                                                                                   |
| Portugal        | acceso ilimitado                                                                                                   |
| Rumania         | acceso ilimitado                                                                                                   |
| República Checa | acceso ilimitado                                                                                                   |
| Reino Unido     | acceso ilimitado                                                                                                   |
| Suecia          | acceso ilimitado                                                                                                   |